# Mnesicles moluccensis
Mnesicles moluccensis är en insektsart som beskrevs av Bolívar, C. 1930. Mnesicles moluccensis ingår i släktet Mnesicles och familjen Chorotypidae. Inga underarter finns listade i Catalogue of Life.